# Happiness (canção de Alexis Jordan)
"Happiness" é uma canção da cantora norte-americana Alexis Jordan, gravada para seu álbum de estreia Alexis Jordan (2011). Foi lançado como primeiro single do disco em 7 de setembro de 2010 nos Estados Unidos e meses seguintes em países europeus, oceânicos e asiáticos. Foi escrita e produzida por Joel Zimmerman, Mikkel S. Eriksen e Tor Erik Hermansen, tendo auxílio na composição de Autumn Rowe e Petr Brdičko. Deriva dos gêneros musicais dance-pop e house music, contendo influências africanas e demonstrações de "Brazil (2nd Edit)" por Deadmau5.
"Happiness" recebeu críticas favoráveis da mídia especializada. Nas tabelas musicais, a canção enumerou-se entre as dez primeiras posições na Austrália, na Bélgica, na Nova Zelândia e no Reino Unido, tendo alcançando a primeira posição na Noruega, nos Países Baixos e na Hot Dance Club Songs dos Estados Unidos; Nos Países Baixos, a canção passou dez semanas no cume e tornou-se a canção mais bem-sucedida de 2011 no país, ocupando o número um na listagem de fim de ano da Dutch Top 40. A música foi autenticada como disco de platina tripla pela Australian Recording Industry Association (ARIA) e como disco de ouro pela Recorded Music NZ, Belgian Entertainment Association (BEA) e British Phonographic Industry (BPI).

## Faixas e formatos
| Download digital |             |         |  |
| N.º              | Título      | Duração |  |
| 1.               | "Happinnes" | 4:03    |  |

| EP digital (Reino Unido e Irlanda) |                                     |         |  |
| N.º                                | Título                              | Duração |  |
| 1.                                 | "Happiness"                         | 4:03    |  |
| 2.                                 | "Happiness" ((Michael Woods Remix)) | 7:42    |  |
| 3.                                 | "Happiness" (Wideboys Club Mix)     | 5:35    |  |
| 4.                                 | "Happiness" (Dave Audé Club Mix)    | 8:38    |  |

| EP de remisturas (Estados Unidos) |                                         |         |  |
| N.º                               | Título                                  | Duração |  |
| 1.                                | "Happiness" (Jump Smokers Extended Mix) | 4:12    |  |
| 2.                                | "Happiness" (Wideboys Club Mix)         | 5:35    |  |
| 3.                                | "Happiness" (Dave Audé Club Mix)        | 8:38    |  |

| EP digital (Austrália e Nova Zelândia) |                                       |         |  |
| N.º                                    | Título                                | Duração |  |
| 1.                                     | "Happiness"                           | 4:03    |  |
| 2.                                     | "Happiness" (Wideboys Radio Edit)     | 4:08    |  |
| 3.                                     | "Happiness" (Jump Smokers Radio Edit) | 3:47    |  |

| CD single (Alemanha) |                                    |         |  |
| N.º                  | Título                             | Duração |  |
| 1.                   | "Happiness"                        | 4:03    |  |
| 2.                   | "Happiness" (Dave Audé Radio Edit) | 4:19    |  |

## Composição
Foi escrita por Mikkel S. Eriksen, Deadmau5 e Autumn Rowe. "Happiness" é o carro-chefe do álbum, recebe muitas influências do house music. Nota-se semelhanças entre a música Firework de Katy Perry pela sonoridade ser a mesma. Ao explicar a canção, Alexis disse: "Trata-se de encontrar o amor em si mesmo antes de encontrá-lo em outro alguém." Autumn Rowe, escritor da canção, disse que: "A música 'Happiness' recebe influências africanas".

## Crítica
A BBC Music disse: "Se Madonna tivesse lançado essa música, ela seria uma de suas melhores músicas de sua carreira e seria muito elogiada.[...] O que significa que oficialmente, Alexis Jordan é melhor que Madonna." Kevin O'Donnell da NPR Music disse que "Happiness é um hit irresistível" e também afirmou que "este é o disco music para um público Disney". Nick Levine da Digital Spy deu cinco estrelas de cinco afirmando que "a canção é como uma história de amor". Houve muitas comparações do videoclipe com o clipe de Can't Get You Out of My Head de Kylie Minogue.

## Desempenho nas paradas musicais
| Tabela musical (2010–2011)                     | Melhor posição |
| ---------------------------------------------- | -------------- |
| O campo songid é OBRIGATÓRIO PARA PARADA ALEMÃ | 57             |
| Austrália (ARIA)                               | 3              |
| Bélgica (Ultratop 50 de Flandres)              | 3              |
| Bélgica (Ultratop 50 da Valônia)               | 9              |
| Escócia (Scottish Singles Chart)               | 4              |
| Estados Unidos (Hot Dance Club Songs)          | 1              |
| União Europeia (European Hot 100 Singles)      | 13             |
| Irlanda (IRMA)                                 | 31             |
| Países Baixos (Dutch Top 40)                   | 1              |
| Nova Zelândia (Recorded Music NZ)              | 8              |
| Noruega (VG-lista)                             | 1              |
| Polónia (Polish Airplay Top 100)               | 2              |
| Polónia (Dance Top 50)                         | 19             |
| Reino Unido (UK Singles Chart)                 | 3              |
| Reino Unido (OCC UK R&B)                       | 1              |
| Suíça (Schweizer Hitparade)                    | 44             |

| Tabela musical (2010)                 | Posição |
| ------------------------------------- | ------- |
| Estados Unidos (Hot Dance Club Songs) | 9       |
| Tabela musical (2011)                 | Posição |
| Austrália (Australian Singles Chart)  | 26      |
| Países Baixos (Dutch Top 40)          | 1       |

| País          | Provedor | Certificação |
| ------------- | -------- | ------------ |
| Austrália     | ARIA     | 3× Platina   |
| Bélgica       | BEA      | Ouro         |
| Nova Zelândia | RIANZ    | Ouro         |
| Reino Unido   | BPI      | Ouro         |

## Histórico de lançamento
| País           | Data                   | Formato                   | Editora discográfica |
| -------------- | ---------------------- | ------------------------- | -------------------- |
| Estados Unidos | 7 de setembro de 2010  | EP de remisturas          | StarRoc, Roc Nation  |
| Irlanda        | 29 de outubro de 2010  | Download digital, EP      | Sony Music           |
| Reino Unido    | 29 de outubro de 2010  | Download digital, EP      | Sony Music           |
| Austrália      | 10 de dezembro de 2010 | EP                        | Sony Music           |
| Nova Zelândia  | 10 de dezembro de 2010 | EP                        | Sony Music           |
| Alemanha       | 18 de março de 2011    | CD single                 | Sony Music           |
| Alemanha       | 15 de julho de 2011    | CD single (Dave Audé Mix) | Sony Music           |